# Carpophthoromyia schoutedeni
Carpophthoromyia schoutedeni är en tvåvingeart som beskrevs av Meyer 2006. Carpophthoromyia schoutedeni ingår i släktet Carpophthoromyia och familjen borrflugor. Inga underarter finns listade.